# Клейтония клубневидная
Клейтония клубневидная (лат. Claytonia tuberosa) — вид травянистых растений рода Клейтония (Claytonia) семейства Монтиевые (Montiaceae).

## Ботаническое описание
Многолетнее растение. Стебель одиночный, тонкий, прямой или слабо изгибистый, 15—25 см высотой. Клубни почти шаровидные, несколько сплюснутые, 1—2 см в диаметре. Листья линейно-продолговатые или продолговато-ланцетные, остроконечные, равномерно суженные к основания, 2—7 см длины и 2—6 мм ширины. Прикорневые листья отсутствуют. Цветочная кисть с 3—10 цветками.

## Распространение
Распространена в арктических зонах Дальнего Востока, Восточной Сибири и на Аляске. Растёт одиночно и группами на сфагновых тундрах. 

## Значение и применение
Зелёная масса и корневища очень хорошо поедаются северным оленем (Rangifer tarandus). 
Клубни съедобные. В Корякском округе были предметом массового сбора.